# Paul Newman
Paul Newman (født 26. januar 1925 i Shaker Heights, Cleveland, Ohio, død 26. september 2008 i Westport, Connecticut) var en amerikansk skuespiller og filminstruktør.
Newman var søn af en katolsk mor og en jødisk far, der ejede en succesrig sportsforretning. Han gjorde militærtjeneste i flåden under anden verdenskrig, på Stillehavet. Da han vendte tilbage til USA, læste han på Kenyon College og Yale-universitetet. Mens hans afsluttede sin uddannelse på Yale, fik han succes som skuespiller på Broadway.
Sin første film, The Silver Chalice, har Newman beskrevet som "1950'ernes dårligste film", men det lykkedes ham dog at få en række kritikerroste roller. Newman var en af de få skuespillere, der med held klarede overgangen fra 1950'ernes til 60'ernes og 70'ernes film. Hans rebelske personlighed gik godt i spænd med den efterfølgende generation.
Newman døde af kræft.

## Nogle film og priser
Selvom Newman jævnligt blev nomineret, vandt han kun én Oscar, for hovedrollen i The Color of Money i 1986. Sært nok fik han prisen blot et år efter at have fået en æres-Oscar for sine "mange og mindeværdige og overbevisende filmpræstationer.
- The Silver Chalice (1954), hans filmdebut
- Somebody Up There Likes Me (1956)
- Cat on a Hot Tin Roof (1958) *
- Exodus (1960)
- Paris Blues (1961)
- The Hustler (1961) *
- Hud (1963) *
- Cool Hand Luke (1967) *
- Butch Cassidy and the Sundance Kid (1969)
- The Sting (1973)
- The Towering Inferno (1974)
- Slap Shot (1977)
- Fort Apache: The Bronx (1981)
- Absence of Malice (1981) *
- Dommen (1982) *
- The Color of Money (1986) * (Oscar)
- The Hudsucker Proxy (1994)
- Nobody's Fool (1994) *
- Message in a Bottle (1999)
- Road to Perdition (2002) **

* Oscar-nomineret i kategorien bedste hovedrolle

** Oscar-nomineret i kategorien bedste birolle.
I 1958 blev han gift med Joanne Woodward og var senere hendes instruktør i Rachel, Rachel, der indbragte ham en Golden Globe-pris som bedste instruktør og som han blev Oscar-nomineret for som producent. I 2003 blev han nomineret til en Emmy-pris for sin hovedrolle i Our Town.

## Racerkørsel
Newman er formentlig den bedst kendte ejer af et racerkørselshold. Han blev interesseret i sporten under optagelserne til filmen Winning i 1968. Hans første professionelle deltagelse i et racerløb var i 1972. I 1979 deltog Newman med en Porsche 935 i 24-timersløbet i Le Mans, hvor han blev nummer to. I 1983 var han med til at stifte af Newman/Haas Racing. I både 2004, 2005 og 2006 vandt teamets førstekører, Sebastien Bourdais, mesterskabet Champ Car World Series.
Newman er den ældste racerkører som har vundet et større løb, 24-timersløbet i Daytona i 1995, som 70-årig.

## Filantropi
I 1982 grundlagde Newman fødevaremærket Newman's Own. I begyndelsen blev der kun produceret salatdressing under navnet, men nu også pastasovs, limonade, popcorn og salsasovs. Indtægterne (efter skat) bliver doneret til velgørende formål. Pr. 2003 har det i alt medført donationer på $150 millioner dollar. Han var medforfatter til en erindingsbog om emnet, Shameless Exploitation in Pursuit of the Common Good (ISBN 0-385-50802-6).
En organisation som drager nytte af hans velgørenhed, er Hole in the Wall Gang Camp i Connecticut, som er opkaldt efter en bande i filmen Butch Cassidy and the Sundance Kid. Det er en lejr for alvorligt syge børn, som han var med til at oprette i 1986.
I 1994 tildelte Motion Picture Academy, som også uddeler Oscar-priserne, ham The Jean Hersholt Humanitarian Award (Jean Hersholts humanitære pris) for sit velgørende arbejde. Jean Hersholt var en dansk-amerikansk stumfilmsskuespiller i Hollywood, der gjorde et stort velgørenhedsarbejde.

## Forskelligt
På grund af sin stærke støtte til Eugene McCarthy i præsidentvalget i USA i 1968 (og den effektive anvendelse af tv-reklamer i Californien), var Newman nummer 19 på Richard Nixons fjendeliste. Newman har udtalt, at det er en af en de ting, han er mest stolt over at have bedrevet i sit liv.
Newman fik 6 børn. Tre med sin første kone Jacqueline Witte, og tre med sin anden kone Joanne Woodward.